# Nagbou
Nagbou (en georgiano: ნაღბოუ; en abjasio: Нагбоу) es una aldea que pertenece a la parcialmente reconocida República de Abjasia, dentro del distrito de Ochamchire, aunque de iure es parte del municipio de Ochamchire de la República Autónoma de Abjasia de Georgia.

## Geografía
Nagbou se encuentra a orillas del mar Negro, a 15 km de Ochamchire. Las aldea se administra desde el pueblo de Tamishi, a 2 km.  